# Robert Králíček
Robert Králíček (* 11. února 1977 Pardubice) je český politik a manažer, od října 2017 poslanec Poslanecké sněmovny PČR, od roku 2018 zastupitel městské části Praha 4, v letech 2014 až 2018 zastupitel a radní městské části Praha 12, člen a od února 2024 rovněž místopředseda hnutí ANO 2011.

## Život
Absolvoval Obchodní akademii Pardubice, maturoval v roce 1995. Od téhož roku pracuje v telekomunikacích v komerční sféře. V letech 1995 až 2001 byl konzultantem služeb zákazníků u firmy Eurotel Praha, následně pracoval u společností TNT Express Worldwide Czech Republic a Fincom International. V letech 2005 až 2014 byl zaměstnancem společnosti Cisco Systems Czech Republic, kde působil na různých manažerských pozicích. Od roku 2015 je jednatelem a společníkem ve firmě ARK Communications, krátce byl též jednatelem a společníkem ve firmě BK Commercium (2016 až 2017).
V letech 2016 až 2017 byl členem představenstva akciové společnosti Operátor ICT. Od roku 2015 je členem dozorčí rady a od roku 2017 předsedou dozorčí rady akciové společnosti Pražská teplárenská Holding.
Robert Králíček žije v Praze, konkrétně v městské části Praha 4. Má tři děti.

## Politické působení
Od roku 2014 je členem hnutí ANO 2011.
V komunálních volbách v roce 2014 kandidoval jako nestraník za hnutí ANO 2011 do Zastupitelstva hlavního města Prahy a městské části Praha 12. Celoměstským zastupitelem se nestal, ale byl zvolen zastupitelem městské části. V listopadu 2014 se pak stal uvolněným radním městské části. Zodpovídal za IT, životní prostředí, strategické plánování, mezinárodní vztahy a evropské fondy.
V komunálních volbách v roce 2018 kandidoval do zastupitelstva Prahy 4 z 3. místa kandidátky hnutí ANO 2011. Mandát zastupitele městské části se mu podařilo získat. V komunálních volbách v roce 2022 neúspěšně kandidoval do Zastupitelstva hlavního města Prahy z 31. místa kandidátky hnutí ANO 2011. V roce 2022 kandidoval také do zastupitelstva Prahy 4, a to z 5. místa kandidátky hnutí ANO 2011. Mandát zastupitele městské části se mu podařilo obhájit.
Ve volbách do Poslanecké sněmovny PČR v roce 2017 byl za hnutí ANO 2011 zvolen poslancem v Praze, a to z pátého místa kandidátky. Ve volbách do Poslanecké sněmovny PČR v roce 2021 mandát poslance za hnutí ANO 2011 obhájil, a to na 3. místě kandidátky v Praze.
V únoru 2024 byl na sněmu hnutí zvolen jeho řadovým místopředsedou poté, co se nominace vzdal bývalý místopředseda hnutí Jaroslav Faltýnek, který Králíčka podpořil.
Ve volbách do Poslanecké sněmovny PČR v roce 2025 kandiduje na 3. místě kandidátky hnutí ANO v Praze.